# Борко Арсенић
Борко Арсенић (Јохова, код Босанске Дубице, 20. јул 1917 — Београд, 16. фебруар 1981) био је учесник Народноослободилачке борбе, генерал-мајор ЈНА и народни херој Југославије.

## Биографија
Рођен је 20. јула 1917. у селу Јохова, код Босанске Дубице. Потиче из многочлане земљорадничке породице. После основне школе, једно време се бавио земљорадњом у родном селу, а потом је пошао у свет у потрази за послом. Најпре је живео у Новом Саду, где је радио као радник, а потом је 1937. године отишао на одслужење војног рока у Крагујевац. После одслужења војске, боравио је у Бањалуци, где је у периоду од 1938. до 1940. године налазио у првом резервном саставу Југословенске војске.
У краткотрајном Априлском рату, 1941. године, био је мобилисан, а после капитулације успео је да избегне заробљавање и вратио се у родно село. Од првих дана устанка на Козари, јула 1941. године, ступио је у партизане. Био је борац Друге чете Другог крајишког (козарског) партизанског одреда. Као борац-бомбаш истицао се у многим борбама које је Одред водио у борбама на Крушковцу, Подграцима, Мраковици, Босанској Дубици. Бомбама је обезбеђивао успех својој јединици. За заслуге у дотадашњој борби, октобра 1941. године је примљен у чланство Комунистичке партије Југославије (КПЈ).
У борбама за ослобођење Приједора, маја 1942. године, Борко улествовао као политички комесар своје чете. Када је убрзо потом, формирана Прва крајишка бригада постављен је за заменика политичког комесара Четвртог батаљона. Овај батаљон успешно је учествовао у многим борбама, нарочито на Бранковцу и Пискавици, као и у пробоју непријатељског обруча у току борби на Козари, јула 1942. године. После завршетка офанзиве, Борко је постављен за команданта Трећег батаљона, са којима је водио борбе на Топића брду, где је са својим борцима у силовитом јуришу уништио читав немачки батаљон, натеравши га у реку Сану. Овакав сличан подвиг, поновио је у борбама током Четврте непријатељске офанзиве, када је Прва крајишка бригада под Грмечом водила борбе с деловима немачке 717. дивизије. Тада је Трећи батаљон, код села Еминовци, ухватио у клопку немачки батаљон и у потпуности га ликвидирао. За овај постигнути успех Врховни штаб НОВ и ПОЈ је похвалио Трећи батаљон.
Борков батаљон истако се и каснијим борбама - за ослобођење Мркоњић Града, августа 1942; борбама с четницима на Мањачи; уништењу усташко-домобранске бојне, на месту Велика Греда, када је заробљено 109 непријатељских војника; борбама за ослобођење Јајца, септембра 1942; у Бихаћкој операцији, новембра 1942. и др. Почетком 1943. године, Борко је постављен за заменика команданта бригаде. У том својству је учествовао у припреми и самом нападу на аеродром у Рајловцу, августа 1943. године. У овој акцији био је теже рањен, па је био упућен на лечење.
После оздрављења, био је постављен за команданта Дванаесте далматинске бригаде, која је тада водила успешне борбе за одбрану острва Виса и изводила десантне акције на острвима - Корчули, Брачу и Шолти. Бригада је под Борковом командом учествовала у ослобођењу Сплита, Шибеника и Книнској операцији, 1944. године. У завршним операцијама за ослобођење Југославије, 1945. године, Борко је постављен за команданта 39. крајишке дивизије.
После ослобођења земље, наставио је професионалну војну каријеру у Југословенској народној армији. Похађао је Виши пешадијски курс при Пешадијској официрској школи „Вистрел“ у Совјетском Савезу, а потом је завршио Вишу војну академију ЈНА. Пензионисан је 1963. године.
Умро је 16. фебруара 1981. у Београду и сахрањен је у Алеји народних хероја на Новом гробљу.
Носилац је Партизанске споменице 1941. и других југословенских одликовања. Орденом народног хероја одликован је 27. новембра 1953. године.